# The Hollies
The Hollies – zespół założony w 1962 w Manchesterze przez Grahama Nasha (śpiew, gitara) i Allana Clarka (śpiew).

## Zarys
Twórcy znający się od dzieciństwa, debiutowali w miejscowych klubach jako The Guytones, The Two Teens i Ricky and Dane. Z czasem do duetu dołączyli Eric Haydock i Don Rathbone (perkusja). W czteroosobowym składzie występowali jako The Fourtones i The Deltas, a nazwę The Hollies przyjęli aby uczcić amerykańską gwiazdę rock 'n' rolla którą był Buddy Holly. Pierwsze dwa single (Ain't That i Just Like Me) nagrali dla wytwórni Parlophone, znanej dzięki nagraniom The Beatles. Oba od razu trafiły na listy przebojów. Don Rathbone przejął funkcje managera grupy, a jego miejsce za perkusją zajął Bobby Elliot, eks-członek grupy Shane Fenton (Alvin Stardust) and the Fentones. Dwa pierwsze albumy, oparte głównie na repertuarze koncertowym, gościły długo na listach bestsellerów. Towarzyszyły im liczne single, dzięki którym godnie rywalizowali z Beatlesami i Rolling Stonesami w latach 1963–1974. Just One Look, Here I Go Again, Yea, I Will ugruntowały markę zespołu łączącego chwytliwe tematy z perfekcyjną wokalizą.

## Twórczość
W latach 1964–1968 The Hollies nagrali wiele przebojów m.in. Look Through Any Window, I Can't Let Go, Bus Stop, Stop! Stop! Stop! czy On a Carousel. W kwietniu 1966 Erica Haydocka zastąpił Bernie Calvert, a w 1968 Graham Nash odszedł z zespołu do supergrupy Crosby, Stills and Nash. Jego miejsce zajął Terry Sylvester. Po tej ostatniej zmianie The Hollies nie zdołali utrzymać statusu gwiazdy. Nagrali jeszcze jeden wielki przebój Long Cool Woman (In a Black Dress) z 1971.
W 2010, zespół został włączony w poczet członków Rock and Roll Hall of Fame, który grupuje najlepszych artystów z tego gatunku muzyki.